# Kepler-23
Désignations
Kepler-23 est une étoile de la constellation boréale du Cygne. Sa magnitude apparente est de 13,55 et elle est donc bien trop peu brillante pour être visible à l'œil nu. D'après la mesure de sa parallaxe annuelle par le satellite Gaia, l'étoile est située à environ ∼ 2 860 a.l. (∼ 877 pc) de la Terre. Elle s'en rapproche à une vitesse radiale héliocentrique de −27 km/s. Il s'agit d'une naine jaune qui possède trois exoplanètes qui transitent devant elle.

## Propriétés
Kepler-23 est une étoile naine jaune de type spectral G2V. Elle est 8 % plus massive que le Soleil et son rayon est 55 % plus grand que le rayon solaire. Elle est environ 2,3 fois plus lumineuse que le Soleil et sa température de surface est de 5 828 K. Son âge est compris entre 4 et 8 milliards d'années.

## Système planétaire
Kepler-23 possède trois exoplanètes en orbite autour d'elle, découvertes par la méthode des transits en utilisant le télescope spatial Kepler. Deux d'entre-elles, Kepler-23 b et Kepler-23 c, ont été observées dès 2011, puis confirmées en 2012. La troisième planète, Kepler-23 d, a été confirmée en 2014 dans le cadre d'une étude validant des centaines de candidats observés par Kepler. Les trois planètes ont des tailles comprises entre celle de la Terre et celle de Neptune, et leurs masses ont été mesurées par variations des moments de transits, montrant qu'elles ont des densités plus faibles que la Terre.
| Planète | Masse              | Demi-grand axe (ua) | Période orbitale (jours) | Excentricité       | Inclinaison | Rayon            |
| ------- | ------------------ | ------------------- | ------------------------ | ------------------ | ----------- | ---------------- |
| b       | 2,56+0,43 −0,40 M🜨 | 0,075               | 7,106 995(73)            | 0,017+0,019 −0,014 |             | 1,638 ± 0,047 R🜨 |
| c       | 7,81+1,32 −1,20 M🜨 | 0,099               | 10,742 434(39)           | 0,021+0,009 −0,014 |             | 3,005 ± 0,074 R🜨 |
| d       | 4,44+1,30 −1,21 M🜨 | 0,124               | 15,274 29(17)            | 0,010+0,014 −0,008 |             | 2,206 ± 0,057 R🜨 |